# 로버트 미아노

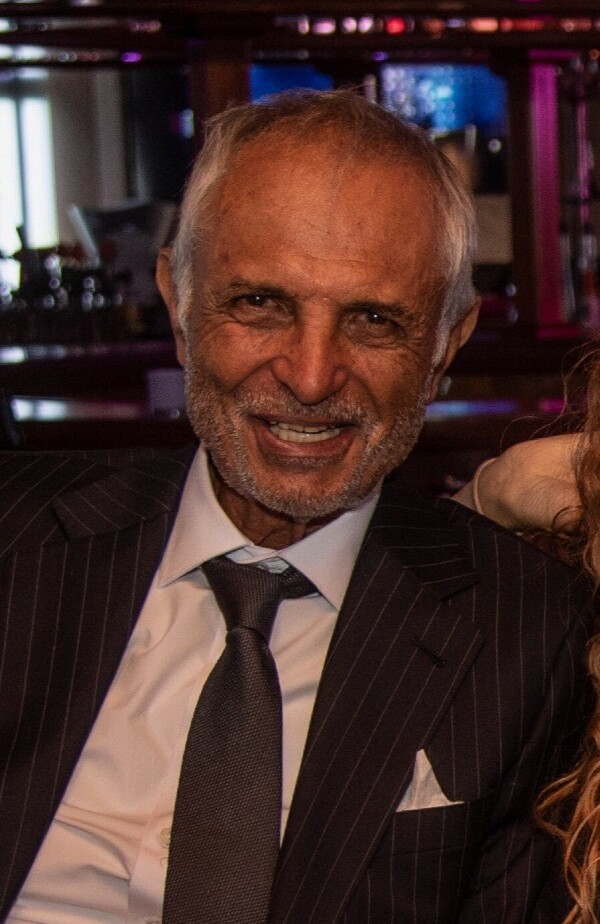

로버트 미아노(Robert Miano, 1942년 9월 25일 ~ )는 미국의 배우이다.
뉴욕에서 태어났다.

## 출연 작품
- 걸즈 트립 (2017년)
- 선셋 파크 (2017년) - 할아버지 역
- 어 윈터 로즈 (2016년) - 지미 역
- 더 테러리스트 (2016년)
- 액트 오브 워 (2015년) - 설리 역
- 콜 미 킹 (2015년)
- 더 북 오브 다니엘 (2013년)
- 매치 메이드 (2013년)
- 더 투 파멜라 (2013년)
- 빙 아메리칸 (2013년) - 아타쉬 역
- 노 루즈 엔즈 (2013년)
- 블러드 리벤지 (2013년) - 세르지 역
- 차베즈 케이지 오브 글로리 (2013년)
- 더 클로스 (2013년) - 르와이스 역, 르와이스 역
- 노 웨이 아웃 (2012년)
- 임펄스 블랙 (2011년) - Dr. 맥스 역
- 사무엘 블리크 (2011년)
- 원티드 데드 (2011년)
- 미스테리 예고살인 (2011년) - 알리스터 역
- 디스 이즈 후 아이 엠 (2010년) - 마르코 역
- 마이너 리그: 어 풋볼 스토리 (2010년)
- 데스 콜스 (2010년)
- 키스와 약속 (2010년)
- 미트 페어런츠 3 (2010년)
- 보스턴 걸스 (2009년)
- 지알로 (2009년) - 모리 수사관 역
- 레저렉션 카운티 (2008년) - 파슨 역
- 2:22 (2008년)
- 더 써드 네일 (2007년)
- 이븐 머니 (2006년)
- 체이싱 고스트 (2005년)
- 투데이 유 다이 (2005년)
- 라바(영어판) (2005년) - 쉐리프 역
- 에디슨 시티 (2005년)
- Skeleton Man (2004)
- 샤도우 오브 피어 (2004년) - 미스터 데이비스 역
- 사우스사이드 (2003년)
- 턴 오브 페이스 (2002년)
- 럭키타운(영어판) (2000년) - 토니 드카를로 역
- 아워 립스 아 실드 (2000년)
- 아메리칸 촌놈 (2000년) - 빅터 역
- 던전 드래곤 (2000년)
- 히트맨 런 (1999년)
- 랜스키 (1999년)
- 스톰 캣쳐 (1999년)
- 빅 샷 (1999년)
- 스모크 시그널스 (1998년)
- 룩킨 이탈리안 (1998년)
- 카운터포스 2 (1998년)
- 노웨이 런 (1998년)
- 도니 브래스코 (1997년) - 소니 레드 역
- 대통령의 위기 (1997년)
- 충동적 거래 (1996년)
- 정글의 추적자 (1996년)
- 퓨너럴 (1996년)
- 보디 헌터 (1995년)
- 피스트 오브 저스티스 (1995년)
- 킬링 나이트 (1995년)
- 가디언 엔젤 (1994년)
- 블라인드폴드 (1994년)
- 밤의 사수 (1994년)
- 퀘스트 (1993년)
- 죽음의 경쟁자 (1993년)
- 슬리버 (1993년)
- 시티 레인져 (1993년)
- 아웃 포 블러드 (1992년)
- 비키니 썸머 2 (1992년)
- 회색 전쟁 (1991년)
- 타임 투 다이 (1991년)
- 블루 데저트 (1991년)
- 치외법권 (1991년)
- 비의 광시곡 (1990년)
- 미드나잇 (1989년)
- 트랙스 (1988년)
- 아웃레이지! (1986년)
- 초능력 소녀의 분노 (1984년)
- 체인 히트 (1983년)
- 더 콘크리트 정글 (1982년)
- 후커와 로마노 (1982년)
- 바이스 스퀘드 (1982년)
- 뺏지 373 (1973년)

### 텔레비전
- 낫츠 랜딩 (1979년)
- 더 영 앤 더 레스트리스 (1973년)